# NN-259
La carretera NN‑259 es una vía departamental secundaria localizada en el municipio de Larreynaga, departamento de León. Con una extensión de 10.84 kilómetros, esta ruta conecta la comunidad Las Marías con el empalme hacia Las Mercedes. Fue inaugurada en 2024 y forma parte del plan de modernización vial de la región occidental de Nicaragua.

## Trazado y cruces
La siguiente tabla muestra su recorrido, localidades y principales conexiones:
| km    | Localidad                  | Departamento | Conexión / Ruta |
| ----- | -------------------------- | ------------ | --------------- |
| 0.0   | Las Marías                 | León         |                 |
| 5.2   | Comunidad rural intermedia | León         |                 |
| 10.84 | Empalme a Las Mercedes     | León         |                 |